# Francisco de Paula Montemar

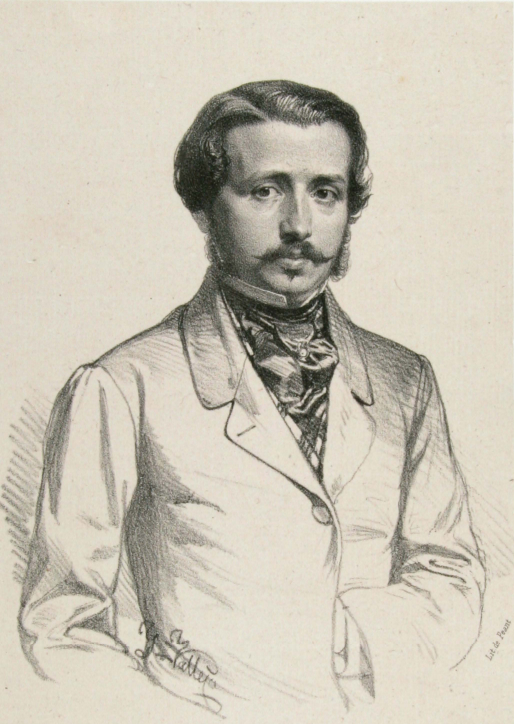
Retrato de Francisco de Paula Montemar, litografía de José Vallejo y Galeazo para la serie de retratos: Cortes constituyentes: galería de los representantes del pueblo (1854). Al pie, facsímil de la firma. «Centro izquierda».

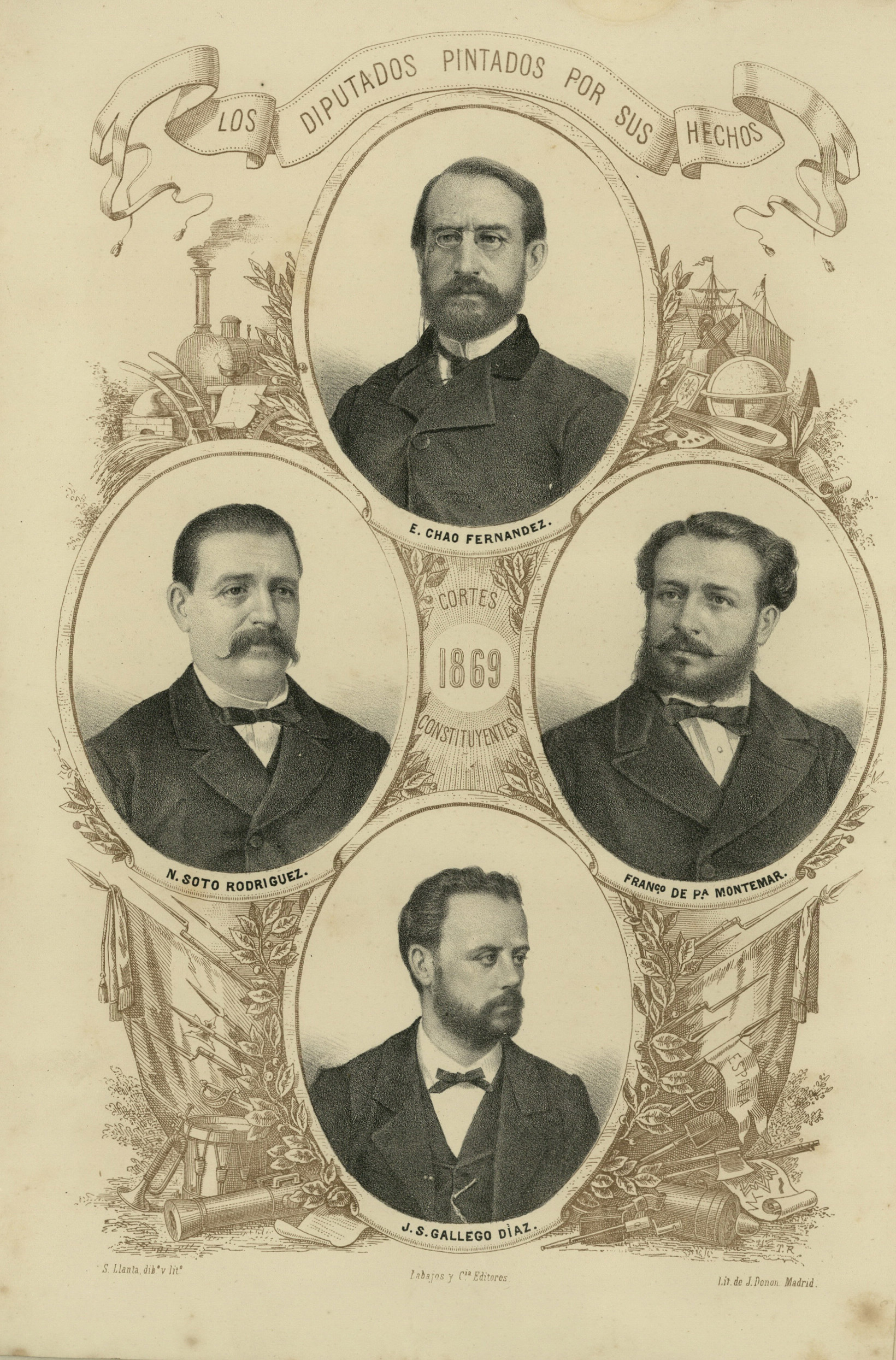
Eduardo Chao y Fernández, Nicolás Soto, Francisco de Paula Montemar y José Santiago Gallego Díaz. Litografía de Santiago Llanta para Los diputados pintados por sus hechos. Colección de estudios biográficos sobre los elegidos por el sufragio universal en las constituyentes de 1869 recopilados por distintos literatos, t. II, Madrid, R. Labajos y Compañía editores, 1869.

Francisco de Paula Montemar y Moraleda (Sevilla, 1825-Madrid, 1889), titulado marqués de Montemar, fue un escritor, periodista y político español, diputado por la circunscripción de Cáceres en las Cortes Constituyentes de 1854 y 1869, ministro plenipotenciario de España en Italia en 1870, senador por la provincia de Segovia en 1871 y presidente de la junta directiva del Partido Republicano Progresista desde 1886 hasta su muerte.

## Biografía
Nacido en Sevilla el 13 de marzo de 1825, con solo siete años su familia se estableció en Madrid. Por problemas de salud hubo de abandonar los estudios de derecho, iniciándose en la escritura de obras dramáticas, originales unas –El dos de mayo– y traducciones del francés otras –Nudo gordiano–. Como periodista se inició en 1846 al frente de La Luneta. Revista de teatros y literatura, publicación de corta vida en la que contó con la colaboración de Eulogio Florentino Sanz y José Castro y Serrano entre otros entonces jóvenes literatos. Secretario del Círculo de la Amistad, de carácter liberal, entró en la redacción del diario progresista La Nación, firmó en 1853 la protesta de la prensa liberal contra el conde de San Luis, a la sazón jefe del Gobierno, sufrió alguna detención y en julio de 1854, comisionado por Leopoldo O’Donnell, marchó a Badajoz para preparar en aquella provincia la Revolución de 1854. Triunfante el pronunciamiento cívico-militar, fue elegido diputado constituyente por la circunscripción de Cáceres. Con el fin del Bienio progresista entró en la redacción de Las Novedades, diario progresista fundado por Ángel Fernández de los Ríos a quien, según Hartzenbusch, sucedería en la dirección.
Desde el Suplemento a Las Novedades combatió los gobiernos de Unión Liberal y defendió el retraimiento electoral del Partido Progresista. Por su intervención en los sucesos de junio de 1866 y los frustrados pronunciamientos del general Prim hubo de exiliarse en Francia hasta el triunfo de la Revolución de 1868. Designado por el Gobierno provisional embajador en Florencia, en las elecciones a cortes constituyentes del 15 de enero de 1869 fue elegido diputado por el distrito de Plasencia. Causó baja, antes de completarse la legislatura, el 22 de noviembre del mismo año de la elección, al haber recibido de Prim el encargo de retornar a la corte de Víctor Manuel II en Florencia para promover la candidatura del duque de Aosta al trono de España. Una vez elegido Amadeo de Saboya por las cortes constituyentes, Víctor Manuel le otorgó el título de marqués de Montemar y en marzo de 1871 se le encomendó la misión de acompañar a la reina en su viaje de Turín a Madrid, por lo que fue recompensado con el título de conde de Rosas.
Elegido senador por la provincia de Segovia en marzo de 1871, en junio recibió el dictamen de la Comisión de Incompatibilidades e Incapacidades del Senado que le reconocía la compatibilidad del cargo de senador con el de ministro plenipotenciario de España en Italia, que desempeñó hasta la proclamación de la república el 11 de febrero de 1873. Al producirse la Restauración en la persona de Alfonso XII marchó a Francia siguiendo a Manuel Ruiz Zorrilla. Convertido en uno de los puntales del Partido Republicano Progresista y firme defensor de las tácticas insurreccionales propugnadas por Zorrilla, ocupó la presidencia de su junta directiva desde 1886 hasta su muerte en Madrid, el 6 de diciembre de 1889, sucediéndole al frente del partido Santos de la Hoz.